# Операција Откос 10
Операција Откос 10 или Операција Откос је назив за војну операцију на подручју Грубишног Поља и источне Билогоре у периоду од 30. октобра до 4. новембра 1991. када су припадници хрватске полиције и паравојске за 5 дана протерали више од 4.000 људи из 40 села, углавном српске националности. У овој акцији убијено је 30 људи, углавном старијих од 50 година живота. Источна Билогора обухвата простор од 700 km² у северозападном делу Хрватске.

## Претходница

### Ситуација у СФРЈ
СФР Југославија је била федеративна држава састављена од 6 република (СР Словенија, СР Хрватска, СР Босна и Херцеговина, СР Црна Гора, СР Србија и СР Македонија). И држава СФРЈ и ЈНА су биле по својој дефиницији замишљене на братству и јединству свих народа и народности који су живели у СФРЈ. Друштвено-економско уређење СФР Југославије је био социјализам. Устав Југославије од 1974. године донео је децентрализацију СФРЈ, која је касније омогућила сепаратистичким снагама у Словенији и Хрватској, да започну разбијање Југославије, праћено крвавим ратовима и прогонима. У свим Уставима Југославије, Југословенска народна армија је била дефинисана као једина оружана сила на територији СФРЈ, а самим тим и једини међународно признати војни субјекат.
Крајем 1989. године, Скупштина СФРЈ доноси амандмане на Устав, па тако се једнопартијски систем замењује вишепартијски систем. Што је значило да поред једине до тада парије СКЈ, сада могу да се оснивају и друге странке.

### Ситуација у СР Хрватској
Након одржаних вишестраначких избора у СР Хрватској 22. априла 1990. године у Хрватској је победила странка ХДЗ која је у свом политичком програму јасно истицала жељу за независности тј. одвајање СР Хрватске од СФРЈ. У целој СР Хрватској владала је велика еуфорија због победе ХДЗ на изборима, а након тога све чешће су се могле јавно видети слике усташких злочинаца (Анте Павелић, Алојзије Степинац, Вјекослав Лубурић...), усташки поздрави и чути усташке песме. Србима у СР Хрватској је то будило аветна сећања на прогоне и геноцид из времена НДХ.
Власт СР Хрватске у Загребу, коју су маја 1990. године формирали ХДЗ и Фрањо Туђман је током лета донела одлуку да формира себи и оружане снаге. Већ у пролеће су преузели контролу над полицијом, медијима, тужилаштвом и државном управом. Тако је октобра и новембра 1990. године у СР Хрватску илегално увезена велика количина наоружања за потребе резервног састава полиције, чланова ХДЗ и ХОС. Ту акцију су водили Мартин Шпегељ и Јосип Бољковац, министри у тадашњој влади Хрватске. Контраобавештајна служба је снимила филм о овом подухвату, а 27. јануара 1991. то и објавила на ТВ Београд.
Од маја 1990. до септембра 1991. године ситуација се из дана у дан погоршавала и Срби у Хрватској су били страховито уплашени за своју личну сигурност и своје имовине. Редовно су се могли видети и усташки графити, а велики број Срба је преко телефона добијао претње да морају да се иселе из својих кућа и оду у СР Србију. Добијали су чак и претећа писма у којима је стајао потпис "ХДЗ". Срби у Хрватској су добијали отказе на послу, а чак су им и деца у школама психо-физички малтретирана. У стамбеним зградама постојали су одређени чланови ХДЗ који су имали задатак да пазе на кретање својих комшија Срба.
Током пролећа 1991. дешавају се појединачни напади на насеља у којима живе Срби или нехрвати: Пакрац, Плитвице, Задар, Борово Село. 25. јуна 1991. Сабор Хрватске проглашава независност, док Влада СФРЈ дан касније ту одлуку проглашава неважећом. 7. јула 1991. је склопљен договор на Брионима између представника Словеније, Хрватске и остатка Југославије, уз посредовање Европске заједнице, где су Словенија и Хрватска пристале да замрзну своје одлуке о независности на период од три месеца.

### Ситуација у Западној Славонији
Срби на овом подручју Билогоре представљају домицилно становништво које се ту налази још од средине 16. века.
Почетком 1991. године на Билогору су доведени полицајци пореклом из Херцеговине. У пролеће 1991. Србе из свих насељених места на Билогори позивају на информативне разговоре и проверавања. У јавним листовима могу се видети чак и усташке пароле (Грубишнопољски лист бр. 91, од 19. јула 1991). Од марта месеца 1991. креће минирање српских локала у Дарувару и околини. А од маја 1991. су нестале све спомен-плоче и споменици жртвама и народним херојима из Другог светског рата.
Срби из општине Дарувар су организовали референдум за припајање Дарувара САО Крајини. Припадници МУП-а Хрватске долазе на гласачко место и скидају заставе, а контролоре хапсе. Дана 12.8.1991. постављају се полицијски пунктови на свим излазима из Грубишног Поља, Бјеловара, Подравске Слатине и Вировитице. Ноћу се често чује пуцњава из аутоматског оружја.
Од 16. августа 1991. у Западној Славонији крећу незаконита хапшења, затварања, киднаповања, мучења Срба, углавном цивила од стране хрватских паравојних јединица. Међу њима нестали су следећи Срби: Спасо Милошевић (полицајац на боловању), Кекеровић Млађен, Дмитар Станић, Драган Мачак и др. Сви они су киднаповани док су ишли на посао. Једино је пуштен Кекеровић Млађен јер је имао познанство са начелником СУП-а Бјеловар, Стојаном Густином. Хрватска пропаганда је ширила лажи да је ЈНА имала своја дејства на Билогори и да угрожава Хрвате. Исто тако су стално говорили о присуству "четника" и све Србе су сврставали у четнике, иако четника није било на Билогори ни за време Другог светског рата, већ само партизана. Чак и за време постојања СФРЈ, када су постављане спомен-плоче невино убијеним жртвама народа Западне Славоније, екстремно оријентисани Хрвати су те плоче уништавали. Од септембра 1991. крећу и минирања српских кућа у селима око Подравске Слатине, Дарувара, Бјеловара и Грубишног Поља. Село Јасенаш је нападнуто 2. септембра 1991. године.
ХДЗ је касније издао књигу "Откос", где је прецизно навео податке о организаторима и извршиоцима ових незаконитих радњи као и имена злочинаца са чиновима и улогама у том подухвату.

## Непосредно пред прогон
У свим градовима Словеније и Хрватске 1991. где су биле и касарне ЈНА, долазило је до провокација и малтретирање војника и официра ЈНА, од стране словеначког и хрватског становништва. Дешавало се да им градске власти искључују воду, струју, не дозвољавају доставу хране у касарну и др. У тим касарнама су се већином налазили војници на редовном одслужењу војног рока. Војници и официри ЈНА хрватске и словеначке националности, су од маја 1991. масовно дезертирали из ЈНА, одлазећи кућама, а многи су приступали ЗНГ или у специјалне јединице полиције.
У Бјеловару је постојала касарна ЈНА "Божидар Аџија" у којој је била смештена 265. моторизована бригада ЈНА. Та касарна је била под управом Пете војне области ЈНА са комадом у Загребу. Хрватске паравојне снаге су 29. септембра 1991. заузеле касарну ЈНА „Божидар Аџија“ након вишесатне борбе са припадницима ЈНА и том приликом је почињен ратни злочин, када је убијено неколико заробљених војника и официра ЈНА. Исти дан је и мајор ЈНА Милан Тепић дигао складиште муниције у шумици "Беденик" у ваздух, усмртивши том приликом и себе и већи број хрватских снага.
Прогон српског становништва на подручју Западне Славоније почео је 29. октобра 1991. на основу одлуке коју је донео тзв. Кризни штаб Славонске Пожеге, којом је требало да се "евакуише" 26 села подно Папука и Псуња. Овај прогон је био први већи прогон становништва након Другог светског рата, који је имао и званичну наредбу. Пре саме акције "Откос" на подручју источне Билогоре је убијено током јесени 1991. око 17 српских цивила.
Када је српско становништво избегло према Босни и Херцеговини, пошто се у то време тамо још није водио рат, одмах је у српским селима уследила пљачка, минирање и паљење кућа све са циљем да се Србима онемогући повратак. Уништене су чак и православне светиње. Они Срби из споменутих села који нису отишли у Босну, остали су код рођака и пријатеља у суседним селима: Чечавачки Вучјак, Горњи Врховци и Шњегавић. Ту је дошло до организовања покрета отпора, формирања Територијалне одбране и отпочеле су сеоске страже.

### Припрема напада
Након заузимања касарни ЈНА у Бјеловару, Вировитици и околним градовима, хрватске паравојне снаге су добиле значајну помоћ и надмоћ у наоружању. 1. октобра 1991. тзв. Кризни штаб у Грубишном Пољу је дао налог Фрањи Ковачевићу да заузме српска села Билогоре. Тако је 4.10.1991. пуковник ЗНГ Мирослав Језерчић именовао Фрању Ковачевића за главног координатора ове акције, а Ђуру Црквенца за његовог заменика и помоћнике Ивицу Дебића и Антуна Делића. Док је за централно место организације одређена зграда ТО Грубишног Поља.
Дана 8. 10. 1991. се доноси коначна одлука о почетку тајне акције "Откос", која је садржала план у 12 тачака. Међутим, 9.10.1991. Генералштаб хрватске војске који предводи бивши генерал ЈНА, Антон Тус издаје наредбу да се одложи извођење акције "Откос", јер је наступило примирје са ЈНА, дан раније. То време су хрватске снаге искористиле за прегруписавање и попуну јединица.

## Напад и прогон
Дана 31. октобра 1991. године око подне, отпочела је акција "Откос", тако што су припадници хрватских паравојних снага и цивилне заштите напале припаднике Територијалне одбране које су формално биле из састава Бањалучког корпуса ЈНА. Те јединице су ту дошле из Словеније, у складу са споразумом ЈНА и новоизабране власти у Словенији. Однос нападача и бранилаца је у том моменту био 6:1, јер су хрватске снаге бројале више од 2.600 војника, а српске нешто више од 450. Тада, крајем октобра 1991. Хрватска још није била међународно призната, већ је била у саставу СФРЈ. У том првом нападу за време "Откоса" погинуло је 12 припадника ТО и убијено је 10 цивила. А након "Откоса" убијено је још 8 цивила. Српско село Мали Грђевац је до темеља уништено и спаљено. Хрватске паравојне снаге су напале 2.11.1991. и село Рушевац у општини Славонска Пожега, када је убијено неколицина старијих српских цивила. Они су живи спаљени у својим кућама: Миличић Јагода (80), Трлајић Љуба, Трлајић Анђа, Чичковић Ката, Васић Ђуро (70).
Хрватске снаге су 3.11.1991. ушле у војни полигон ЈНА у Гакову.
Затим је на подручју источне Билогоре у троуглу Бјеловара, Дарувара и Вировитице, из 23 српска села и још 15 насеља која су углавном насељена Србима, и још 250 припадника других несрпских нација кренуло у избеглиштво, јер нису веровали хрватским паравојницима. Чак и они Срби који су остали у хрватској полицији су убијани након "Откоса“.

## Имена жртава

### Настрадали цивили пре Откоса
Српски цивили на подручју источне Билогоре, у троуглу Бјеловара, Грубишног Поља и Вировитице су од јула до новембра 1991. били изложени: батинању, рањавању из ватреног оружја, сакаћењу, пљачкању, незаконитом хапшењу и киднаповању, од припадника ЗНГ, МУП-а Хрватске и чланова ХДЗ, који су имали у хотелу „Билогора” импровизовани затвор. Међу тако настрадалима су следеће особе:
1. Станић М. Дмитар, рођен 1952. у Великој Ператовици, ухапшен је 16. августа 1991. а исти дан је убијен од ЗНГ.
2. Милан Бозета,
3. Илија Стојић,
4. Милорад Бубић,
5. Млађен Кекеровић,
6. Др. Душанка Даљуг, заробљена августа 1991. и мучена, после размењена.
7. Боривоје Димић,
8. Сукур Живко, заробљен августа 1991. и мучен, после размењен.
9. Живко Ћетковић,
10. Милан Дробац,
11. Ђуро Љуштина,
12. Мачак Драган,
13. Торбица Милорад, тешко мучен и убијен августа 1991. у згради ТО Грубишно Поље.
14. Милошевић Спасоје, ухапшен и убијен у Грубишном Пољу 16. августа 1991.
15. Милојко Рајлић,
16. Саво Карановић,
17. Миленко Басташић, рањен од Крунослава Буковца из аутоматске пушке на бензинској пумпи,
18. Мачак Драган, ухапшен и убијен у Грубишном Пољу 16. августа 1991. године од припадника јединице Стојана Густина.
19. Почуча Милорад, затворен 27.9.1991. а потом и мучен.
20. Васиљевић Мићо, из Грубишног Поља, убио га је Вељко Марић септембра 1991. у Грубишном Пољу.
21. Тврдоријека Ђ. Стеван, рођен 1927. у Грубишном Пољу. Био је угледан и богат домаћин. Убијен је 20.9.1991. од припадника ЗНГ: Вељка Марића и Тренгер Рудолфа.
22. Гашпаров Љиљана (р. Вучковић) из Велике Трешњевице, убијена 17.9.1991. у родитељској кући, иако ту није било борбених дејстава. Њена мајка и брат су одведени у логор.
23. Слијепчевић Петар, из Растовца, убијен септембра 1991. највероватније од Вељка Марића.
24. Љуштина Никола, стар 70 година, заробљен у селу Јасенаш, потом одведен у логор где умире од задобијених повреда.
25. Познић С. Раде, рођен 1935. у Турчевић Пољу. Незаконито ухапшен од хрватске полиције 28.10.1991. у својој кући. Одведен прво у Грубишно Поље, потом у Бјеловар где је убијен, а тело му није нађено.
26. Вуковић Зорка, погинула октобра 1991. када су снаге ЗНГ гранатирале Турчевић Поље.
27. Чакмак Ранко, погинуо октобра 1991. када су снаге ЗНГ гранатирале Турчевић Поље.
28. Чакмак Мара, погинула октобра 1991. када су снаге ЗНГ гранатирале Турчевић Поље.
29. Лазић С. Здравко, из Бачковице. Ухапшен 8.10.1991. под лажним оптужбама хрватске полиције да „снабдева четнике” у Великом Грђевцу, а потом је жив бачен у септичку јаму на војно-полицијском полигону, у шуми „Кукавица“.
30. Царевић И. Миленко, рођен 1952. у Чађавцу. Ухапшен 8.10.1991. у Великој Писаници од хрватске полиције. Одведен на војни полигон у шуму „Кукавица” и ту тешко мучен и на крају убијен из аутоматске пушке. Убијен је од Ивановић Д. Бранка, Србина из Равнеша, у хрватској униформи.
31. Јоветић С. Недељко, из Чађавца. Ухапшен 8.10.1991. у Великој Писаници. Постоје велике индиције да је и он завршио у шуми "Кукавица“.
32. Радаковић Слободан живео у Бачковици, рођен у Великој Барни. Ухапшен и убијен 9.10.1991.
33. Лазић С. Зоран, рођен 1970. у селу Имљани (БиХ). Доселио се у село Полум. Ухапшен 6.10.1991. у Великој Писаници, а после убијен. Не зна се где му је тело.[тражи се извор]

### Настрадали цивили у Откосу
1. Раде Кравић, ухапшен од ЗНГ, држан у затвору у Бјеловару. Пуштен, а потом убијен у Дапчевачким Брђанима у једној шуми.
2. Живко Мишчевић.
3. Љубан Орић, из Тополовице заклан од припадника ЗНГ 2. новембра 1991, после спаљен.
4. Љуба Орић, из Тополовице заклана од припадника ЗНГ 2. новембра 1991, после спаљена.
5. Отковић Љуба, из Растовца, убијена 3. новембра 1991. на очиглед свог супруга, од стране Вељка Марића.
6. Глежнић Стеван звани Кузман, рођен 1920. у Великој Дапчевици. 2.11.1991. се затекао у селу Лончарица где је заклан од припадника ЗНГ Вировитица.
7. Мишчевић Живко, рођен 1948. у Лончарици. Убијен у свом дворишту 2.11.1991. од припадника ЗНГ.
8. Поповић Милан, рођен 1928. у Лончарици, где је убијен 2.11.1991.
9. Сокол Фрањо, Хрват по националности из Велике Дапчевице. Убијен 2.11.1991. у својој кући од припадника ЗНГ Копривница, јер му је ћерка била удата за Србина Душана Мркшића из Грубишног Поља.
10. Ишибај Т. Мирослав, рођен 1963. из мешаног брака Албанца и Српкиње. Убијен од хрватских снага 1.11.1991. у Великом Грађевцу. Хрватска пропаганда је лажирала да су њега убили билогорски Срби.
11. Мачак Стево, из Мале Јасеноваче. Тешко је пребијан и мучен 1.11.1991, умро је дан касније од задобијених повреда.[тражи се извор]

### Настрадали цивили после Откоса
1. Вудраг Даница, стара око 70 година, из Велике Дапчевице крај Грубишног Поља. Убијена је у децембру 1991. од припадника ЗНГ у дворишту Филипа Глежноћа.
2. Јаворина Милан, рођен 1951. у Малој Дапчевици, радник комуналног предузећа у Грубишном Пољу. Био је сведок многих мучења убистава Срба у Грубишном Пољу 1991. те му је подметнута саобраћајна несрећа где је настрадао код зграде Шумарије. Егзекутор је особа са презименом Чвек.
3. Милић С. Војислав, рођен у Зринској, а живео у Ждраловима. После одласка Срба са Билогоре новембра 1991. одлази у Зринску да види шта му је са породицом и имањем. У повратку га припадници ЗНГ извлаче из аутобуса код циглане у Великом Грђевцу и убијају.
4. Попржан Ј. Раде, Србин из Цремушине, рођен 1926. године, вратио се из Тење гдје је боравио код кћери и њене породице у родно мјесто гдје га убијају хрватски екстремисти 1996. године.
5. Раделић А. Милан, рођен 1923. у Великом Грђевцу. Убијен на Велики Петак 24.4.1997. од стране Јосипа Маријана из В. Грђевца и Златка Грденића из Павловца, активиста ХДЗ још од 1990.
6. Царевић Љубо (60),
7. Царевић Милан (71),
8. Дулић Ката (74),
9. Дулић Миле (39),
10. Дулић Јагода (74),
11. Дулић Радојка (47),
12. Ивановић Бранко (30),
13. Ивановић Милева (47),
14. Старчевић Анђа (62),
15. Старчевић Јелка (80),
16. Старчевић Мара (55),
17. Старчевић Милка (72),
18. Старчевић Јагода (75),
19. Старчевић Рајко (31),
20. Шимић Милка зв. Мица (61),
21. Шимић Милка (70),
22. Живковић Јанко (67),
23. Мијатовић Миле (82),
24. Протић Милан (60), заклан у кревету,
25. Протић Станко (69),
26. Радмиловић Милан,
27. Радмиловић Ана,
28. Радмиловић Илија (41),

### Погинули припадници српске Територијалне одбране
1. Шукић В. Миленко, рођен у Великој Барни, погинуо 31.10.1991. у Растовцу.
2. Глежнић Душко, из Велике Дапчевице, погинуо 31. октобра у Растовцу.
3. Тијеглић Светозар, погинуо 31. октобра у Растовцу.
4. Илић Јово, из Зринске, погинуо, у Зрињанским брдима 31.10.1991.
5. Бојић Душан, из Малог Грђевца, погинуо у Зрињанским брдима 31.10.1991. године (погођен снајпером), сахрањен у Гакову.
6. Лазић Зоран, из Нове Писанице, рањен 31. октобра у Зрињанским брдима, а после убијен.
7. Хорват Ђуро, из Чађавца, Хрват, убијен од ЗНГ у Растовцу 31. октобра 1991.
8. Кокот Миленко, из Грубишног Поља, погинуо у Растовцу 31. октобра 1991. и спаљен.
9. Радојичић М. Ненад, рођен 1970, убијен 31. октобра 1991. у Горњој Ковачици.
10. Пендељ Ненад, из Мале Ператовице, Хрват, рођен 1968, погинуо у Горњој Рашеници 31. октобра 1991.
11. Познић Р. Живко, рођен 1957. у Малим Зденцима, заробљен у Растовцу 31. октобра 1991. мучен и спаљен у Турчевић Пољу.
12. Смиљанић Роберт, тешко рањен 31. октобра 1991. у Растовцу од тромблонске мине, потом спаљен.[1]

## Налогодавци и Извршиоци
У овој акцији "Откос" учествовали су следеће полицијске и паравојне јединице Хрватске:
1. 127. бригада ЗНГ из Вировитице,
2. Специјална јединица полиције "Омега" из Бјеловара,
3. Противдиверзантска јединица ЗНГ из Бјеловара,
4. 57. самостални батаљон ЗНГ из Грубишног Поља,
5. Одред народне заштите из Грубишног Поља,
6. 105. тенковска бригада из Бјеловара,
7. 19. артиљеријска бригада из Вировитице (МПОАД),
8. Добровољачка бригада из Корпивнице,
9. 52. батаљон из Дарувара...[тражи се извор]

Особе које су организовале и командовале овом акцијом су:
1. Фрањо Ковачевић, пуковник у ЗНГ,
2. Мирослав Језерчић, пуковник ЗНГ, командант 2. оперативне зоне Бјеловара
3. Ђуро Црквенац заменик Фрање Ковачевића,
4. Ивица Дебић, помоћник Фрање Ковачевића
5. Антун Делић, помоћник Фрање Ковачевића, високи функционер ХДЗ Вировитица,
6. Ђуро Дечак, рођен 1952. у Градини крај Вировитице,
7. Хамдија М. Машиновић, пореклом из БиХ, командант ПУ у Бјеловару,
8. Жељко Цепанец, командант ЗНГ у Бјеловару,
9. Иван Боснар, из Дарувара.

## Последице
Ујутро 10. децембра 1991. хрватске јединице: 121. бригада из Нове Градишке и 123. бригада из Славонске Пожеге, отпочињу напад и на преостала 3 "непокорена" села подно Билогоре. Села су заузета без отпора, а становништво у њима је кренуло ка Босни у избеглиштво. Разлог за овакву одлуку лежи у чињеници да српско становништво на овом подручју је и за време НДХ имало такође трагичну судбину, када су њихови преци убијани на кућном прагу или одвођени у неки од усташких логора: Јасеновац, Јадовно, "Даница"... одакле се нису вратили.
Према подацима Веритаса, тада је убијено још 67 Срба, од чега 31 жена, за неколико дана, а само 10. децембра 1991. убијено је 36 људи, углавном старијих и немоћних. У тим селима је након етничког чишћења отпочела пљачка и паљење имовине, као и минирање кућа. Тако је уништено 616 кућа и 590 привредних објеката. Док се 1.500 људи нашло у збеговима.
Након ових акција, уништени су вредни културно-историјски споменици под заштитом УНЕСЦО-а и православне светиње: Храм светог Димитрија у Растовцу (подигнут у 17. веку) и црква Успенија Пресвете Богородице у Доњој Рашеници (саграђена 1709. године). У децембру 1991. због свих ових догађаја још 7.000 Срба из Западне Славоније напушта своје куће и одлази у Босну и Херцеговину или Србију.
Пре Другог светског рата, на подручју источне Билогоре живело је 18.000 Срба. Након усташког геноцида у НДХ, као и оних прогона у ратовима на подручју бивше Југославије 1991—1995. број Срба се страховито смањио. Према попису становништва из 2011. преостало је око 1.000 Срба, углавном старијих без деце.

### Суђења и оптужнице
Године 2000. је хрватско правосуђе отпочело истрагу за српске цивиле који су убијени 10.12.1991. у та три српска села. Али до данас није ниједна пресуда донесена у вези тог случаја. ДИЦ Веритас је крајем 2008. године предао Тужилаштву за ратне злочине у Београду обимну документацију везано за злочине и етничко чишћење Срба у Пожешкој котлини и источној Билогори 1991. Спроведен је предкривични поступак, а докази су достављени и хрватском тужилаштву. Ни пред хрватским, ни пред међународним судовима нико није одговарао нити је уопште процесуиран за ове ратне злочине и етничко чишћење српских села у Западној Славонији.
Милорад Почуча је после тортуре имао 3 пластичне операције, не би ли се сакрили трагови мучења. После рата је тужио Хрватску, а на Суду су му тражили потврду инвалидности. Он је отишао у болницу у Вировитицу да то тражи, а седам дана касније умире на пречац.
Пред српским правосудним органима, у Београду, једино је процесуиран Вељко Марић, припадник ЗНГ, за убиство старца Петра Слијепчевића 31. октобра 1991. у селу Растовац, у општини Грубишно Поље. Иста особа је осумњичена и да је током септембра 1991. године, незаконито затварала, мучила и тешко повређивала људе српске националности у средњошколском центру у Грубишном Пољу. Вељку Марићу се на терет ставља убиство Миће Васиљевића и Владимира Кучере, као и мучење Звјездана Мачка. Вељко Марић је ухапшен 17. септембра 2010. у Димитровграду, на основу потернице Интерпола, а после и осуђен на 12 година затвора.

### Парастоси
У Београду се већ годинама 3. новембра у 11 сати, у цркви светог Марка, одржава парастос за погинуле и настрадале западнославонске Србе током јесени 1991.